# Norberto Huezo
Norberto Huezo (6. června 1956, San Salvador – 5. března 2025) byl salvadorský fotbalový záložník. 

## Fotbalová kariéra
Byl členem salvadorské reprezentace na Mistrovství světa ve fotbale 1982, nastoupil ve 3 utkáních. Na klubové úrovni hrál za CD Universidad de El Salvador, ANTEL, Club Deportivo Atlético Marte, CF Palencia, FC Cartagena, CS Herediano, Club Deportivo Jalapa, CD Escuintla, Cojutepeque FC a CD FAS. S týmem Club Deportivo Atlético Marte vyhrál třikrát salvadorskou ligu a s CS Herediano vyhrál kostarickou ligu.